# Trois Glorieuses (1963)

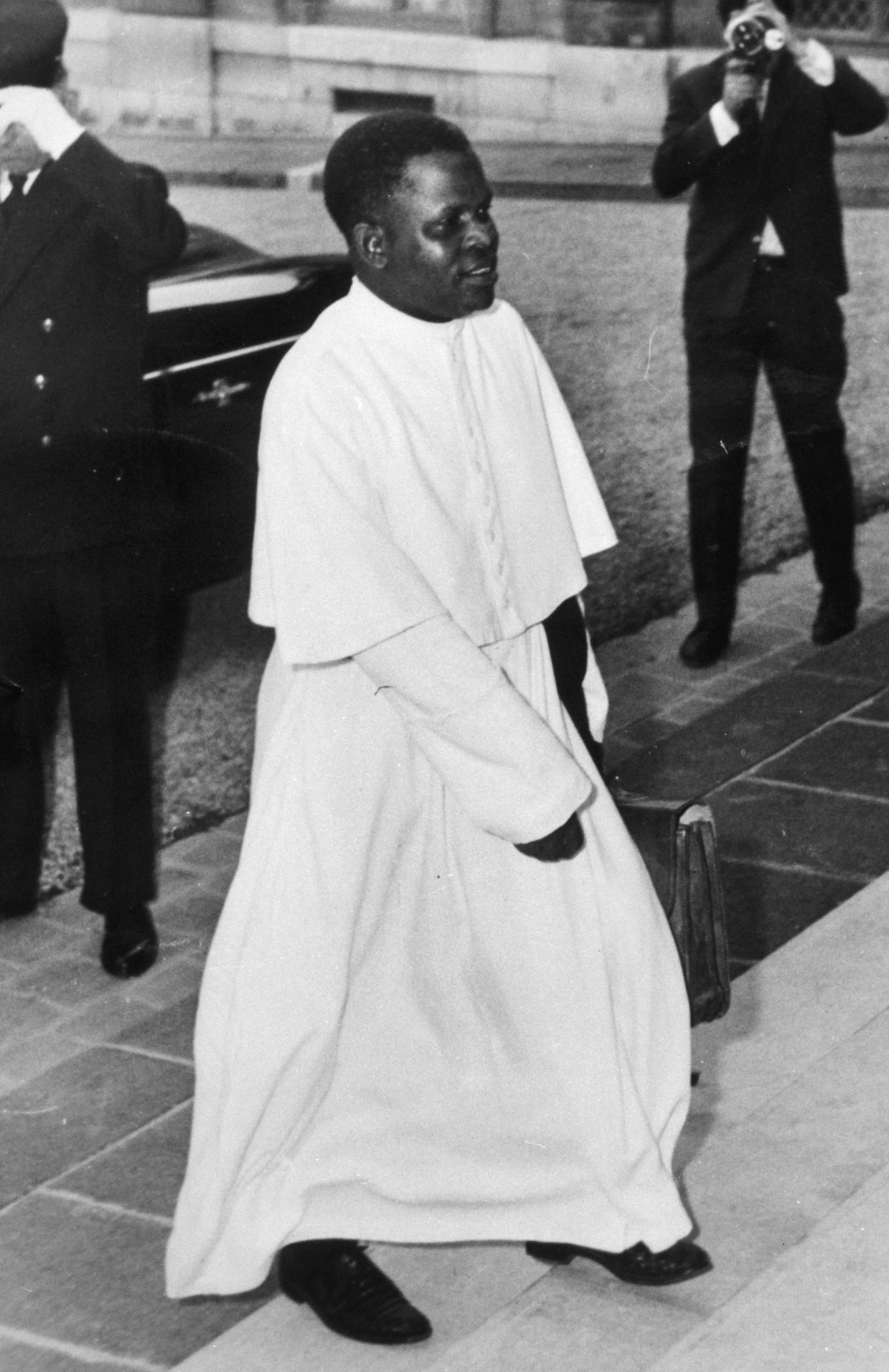
Fulbert Youlou em 1963

Trois Glorieuses (Três Dias Gloriosos) foi uma insurreição no Congo-Brazavile que ocorreu entre 13 e 15 de agosto de 1963. A revolta encerrou o governo do primeiro presidente congolês Fulbert Youlou, haja vista o movimento de oposição sindical e a União da Juventude Congolesa formaram uma aliança com o exército.

## Antecedentes
O Congo-Brazavile tornou-se independente em 1960. O governo do primeiro presidente, Fulbert Youlou, avançava em uma direção autoritária. Durante uma viagem ao Haut-Congo, em agosto de 1962, Youlou propôs transformar o Congo em um Estado unipartidário, liderado por seu partido UDDIA. Na época, outros partidos políticos haviam deixado de funcionar como uma oposição eficaz, enquanto que o movimento sindical Confédération générale aéfienne du travail (CGAT) e a União da Juventude Congolesa (dois grupos apontados por Youlou como "comunistas") sofreriam repressão. 
Em meados de 1963, o movimento operário congolês se tornara cada vez mais enérgico. A visita de Estado do presidente guineense Sékou Touré, em 5-6 de junho demonstrou ser um momento crítico. Durante a visita de Touré, organizações sindicais e movimentos juvenis realizaram protestos, saudando Touré e ridicularizando Youlou.  Mais tarde, uma frente unida de centros sindicais seria formada. Em 2 de julho de 1963, duas comissões sindicais conjuntas foram formadas, uma delas composta por CGAT, CSAL e Confédération Syndicale du Congo (CATC). Em protesto contra a proposta de instalar um regime de partido único, os sindicatos convocaram uma greve geral em 13 de agosto de 1963. 

## 13 de agosto
Os protestos começaram em 12 de agosto, consistindo de trabalhadores e desempregados. Os manifestantes reivindicavam aumento de salários e a libertação dos ativistas sindicais detidos. Os soldados abriram fogo contra a multidão, matando três sindicalistas. As manifestações se transformaram em tumultos violentos. Casas foram saqueadas e um seguidor de Youlou morto. 

## Queda de Youlou
Em 14 de agosto, o governo de Youlou permanecia em vigor. Youlou contactou o presidente francês Charles de Gaulle, solicitando que a França interviesse militarmente para salvar seu governo. Gaulle negou o pedido de Youlou. Em 15 de agosto, o exército retirou seu apoio a Youlou e se alinhou com as organizações sindicais e a União da Juventude Congolesa.

## Novo governo
A revolta e a queda de Youlou trouxeram dois grupos ao poder: os militares e os sindicalistas. No entanto, nenhum grupo foi representado no governo provisório, formado em 15 de agosto de 1963 (com Alphonse Massemba-Débat como primeiro-ministro).  Em 16 de agosto, os sindicalistas formaram um Conselho Nacional Revolucionário (CNR). 

## Legado
A revolta recebeu este nome devido a Revolução de Julho e foi também uma referência à tomada  de poder gaullista na África Equatorial Francesa em 26-28 de julho de 1940. A data da vitória da revolução, 15 de agosto, era também o Dia da Independência do Congo bem como o feriado cristão da Ascensão, uma coincidência ao qual foi atribuída uma importância mítica.
Em 1970, um novo hino nacional, Les Trois Glorieuses, em homenagem a revolução de 1963 foi adotado.